# Гамфрі Маршалл (генерал)
Гамфрі Маршалл (нар. 13 січня 1812 — пом. 28 березня 1872) — американський юрист, політик і військовий чиновник з Кентуккі. Під час ante bellum він чотири терміни обіймав посаду в Палаті представників США та нетривалий час був послом США в Китаї. На початку громадянської війни в США він підтримав Конфедерацію, став бригадним генералом армії КША, а потім конгресменом від Конфедерації.

## Раннє життя та кар'єра
Маршалл народився у Франкфорті, штат Кентуккі, в родині Джона Джея (1785—1846) та Анни Бірні Маршалл. Джон Джей Маршалл був законодавцем, кореспондентом і суддею, чий батько, на ім'я Гамфрі Маршалл, був членом Сенату США від Кентуккі. Гамфрі Маршалл-старший був племінником батька головного судді Джона Маршалла, Томаса Маршалла. Дядько Гамфрі Маршалла-молодшого, Джеймс Дж. Бірні, був відомим прихильником аболіціонізму, а двоє двоюрідних братів, Вільям Бірні та Девід Б. Бірні, служили генерал-майорами в армії Союзу. Інший двоюрідний брат, Джеймс М. Бірні, недовго обіймав посаду віцегубернатора штату Мічиган, а згодом дипломатичного представника в Нідерландах.
Маршалл закінчив Військову академію США у Вест-Пойнті, штат Нью-Йорк, у 1832 році його направили до кінних рейнджерів, а також служити на війні Чорного яструба, де отримав звання молодшого лейтенанта. У квітні 1833 року він звільнився з армії заради вивчення права. Його прийняли до адвокатури у 1833 році. Він два роки практикував у Франкфурті, а потім переїхав до Луїсвілля. У 1836 році він став капітаном міліції Кентуккі, майором у 1838 році та підполковником у 1841 році. У 1836 році він зібрав роту добровольців і вирушив на захист кордону Техасу від індіанців, але його війська розпустили, почувши про перемогу генерала Сема Г'юстона під Сан-Хасінто. У 1846 році він став полковником 1-ї кавалерії Кентуккі під час Американсько-мексиканської війни, де він воював у битві при Буена-Віста у складі окупаційної армії Закарі Тейлора. Повернувшись з Мексики, Маршалл займався сільськогосподарськими справами в окрузі Генрі, штат Кентуккі.
Його обрали від 7-го округу Кентуккі як представника вігів до Тридцять першого та Тридцять другого Конгресів, він обіймав посаду з 4 березня 1849 року до своєї відставки 4 серпня 1852 року. Протягом цього часу він підтримував Компроміс Генрі Клея 1850 року. Маршалл обіймав посаду дипломатичного представника США у Китаї з 1852 по 1854 рік. Повернувшись до Кентуккі, його обрали за списком кандидатів від Американської партії на Тридцять четвертий і Тридцять п'ятий Конгреси (1855–59). Рішення повторно висунути його кандидатуру одностайно підтримали, але він відмовився балотуватися на п'ятий термін. У 1856 році він був членом національної ради Американської партії в Нью-Йорку, де зіграв важливу роль у скасуванні будь-якої секретності в політичній організації партії.

## Громадянська війна та подальша кар'єра
Рідний Кентуккі Маршалла був прикордонним штатом. Маршалл, помірний у своїх політичних поглядах, підтримав Джона К. Брекінріджа на виборах президента 1860 року та виступав за нейтралітет Співдружності. Коли його спроби зазнали невдачі, а війська Союзу окупували Кентуккі, Маршалл записався в армію Конфедерації у званні бригадного генерала та допоміг у вербуванні. Його направили до Західної Вірджинії, де він став свідком обмежених бойових дій. У січні 1862 року він програв битву біля Міддл-Крік у східному Кентуккі майбутньому президенту Джеймсу Гарфілду. Федеральна кавалерія Гарфілда відтіснила кавалеристів Маршалла в Дженніс-Крік біля Пейнтсвілла, штат Кентуккі. Маршалл відійшов до розгалуження Мідл-Крік, за дві милі від Престонсбурга, дорогою до Вірджинії. Гарфілд атакував 9 січня, що прискорило битву при Міддл-Крік. Зрештою, він змусив Маршалла відступити після денних боїв.
Розчарований відсутністю можливості отримати хороше призначення після своєї перемоги в битві в Принстонському суді в сучасній Західній Вірджинії у травні, Маршалл ненадовго залишив свою посаду з червня 1862 року. Однак, незабаром він повернувся до армії та восени 1862 року брав участь в операціях Брекстона Брегга в Кентуккі. Знову звільнившись з армії у червні 1863 року, він переїхав до Ричмонда, штат Вірджинія, де продовжив адвокатську практику. У листопаді його обрали до Другого Конгресу Конфедерації як представника від 8-го округу Кентуккі. Після розпаду Конфедерації він ненадовго втік до Техасу.
Після війни Маршалл переїхав до Нового Орлеана. У грудні 1867 року президент Ендрю Джонсон відновив його громадянство. Пізніше він повернувся до Луїсвілля та відновив свою адвокатську практику. Він помер у Луїсвіллі. Його поховали на Державному кладовищі в рідному Франкфурті.

## Дочка
Дочка Гемфрі Маршалла, Неллі Ніколь Маршалл (народилася в Луїсвіллі, Кентуккі, 8 травня 1845; померла у Вашингтоні, округ Колумбія, 19 квітня 1898), була письменницею. Крім численних віршів і низки журнальних статей, вона опублікувала романи: «Елеонор Мортон, або Життя в Діксі» (Нью-Йорк, 1865), «Содомські яблука» (1866), «Факти з сімейного життя» (Чикаго, 1866), «Як у вогні» (Нью-Йорк, 1869), «Носіння хреста» (Цинциннаті, 1868), «Пристрасть, або Обміняно та продано» (Луїсвілл, 1876), «Злочинець через кохання» (1882). У 1871 році вона побралася з полковником Джоном Дж. Мак-Афі, учасником армії Конфедерації.